# Aliorsque
Aliorsque (em armênio/arménio: Ałiorsk), cujo nome pode ter origem armênia ou pré-armênia, foi uma reserva de caça possivelmente situada no cantão de Apaúnia, na província de Turuberânia, no sopé do Neque Masis (moderno monte Supecane, na Turquia). O historiador S. Malkhasyanc'i notou que seu nome tinha o sentido original de "recinto amuralhado".  Em 350, o marzobã do Azerbaijão Barsabores, sob pretexto de querer honrar o rei Tigranes VII (r. 339–350), foi chamado para ir caçar em Aliorsque.